# Xyris melanopoda
Xyris melanopoda är en gräsväxtart som beskrevs av Lyman Bradford Smith och Robert Jack Downs. Xyris melanopoda ingår i släktet Xyris och familjen Xyridaceae. Inga underarter finns listade i Catalogue of Life.